# À travers le Morbihan 1994
À travers le Morbihan 1994, quinta edizione della corsa con questo nome e diciannovesima in totale, valida come evento UCI categoria 1.4, si svolse il 28 maggio 1994 su un percorso di 199 km. Fu vinta dal francese Peter De Clercq che giunse al traguardo con il tempo di 4h38'01", alla media di 42,947 km/h.

## Ordine d'arrivo (Top 10)
| Pos. | Corridore               | Squadra   | Tempo    |
| ---- | ----------------------- | --------- | -------- |
| 1    | Peter De Clercq         | Lotto     | 4h38'01" |
| 2    | François Simon          | Castorama | s.t.     |
| 3    | Ronan Pensec            | Novemail  | s.t.     |
| 4    | Ignacio Garcia Camacho  | Kelme     | s.t.     |
| 5    | Pascal Hervé            | Festina   | s.t.     |
| 6    | Nicolas Aubier          | GAN       | s.t.     |
| 7    | Benjamin Van Itterbeeck | Collstrop | a 33"    |
| 8    | Lars Michaelsen         | Catavana  | s.t.     |
| 9    | Cezary Zamana           | Kelme     | s.t.     |
| 10   | Tom Desmet              | Lotto     | s.t.     |